# Cáli
Cáli (oficialmente: Distrito Especial, Desportivo, Cultural, Turístico, Empresarial e de Serviços de Santiago de Cáli; em castelhano: Cali) é a capital e a maior cidade do departamento do Vale do Cauca, na Colômbia. Está situada entre a cordilheira ocidental e a cordilheira central dos Andes, nas margens do rio Cauca. Fundada em 1536, Cáli é a terceira cidade mais populosa da Colômbia, com mais de 2,34 milhões de habitantes.
A cidade abrange 560,3 quilômetros quadrados com 120,9 quilômetros quadrados de área urbana, tornando Cáli a terceira maior cidade e região metropolitana em população e a segunda maior cidade por área no país. Como a única grande cidade colombiana com acesso à costa do Oceano Pacífico, Cáli é o principal centro urbano e econômico no sudoeste da Colômbia e tem uma das economias que mais crescem no país. A cidade foi fundada em 25 de julho de 1536 pelo conquistador espanhol Sebastián de Belalcázar.

## História
A história da cidade de Cáli começou há mais de 450 anos, quando o explorador espanhol Sebastián de Belalcázar passou pelo interior colombiano, estabelecendo várias povoações, nomeadamente a de Santiago de Cáli, em 1536. Contudo, esta povoação não teve um grande desenvolvimento até aos anos 50 do século XX. Por essa altura, foi construída a linha ferroviária para o porto do Buenaventura, e foi aberto o canal do Panamá. Em 1999 pôs-se em prática um importante projeto hidroelétrico no rio Cauca, o que promoveu o desenvolvimento industrial e a irrigação agrícola. Esse desenvolvimento econômico regional foi seguido por investimentos significativos na indústria da cana-de-açúcar, o que ajudou ao desenvolvimento da cidade.
Cáli sofreu duramente com a crise das máfias como o resto de Colômbia durante as décadas de 70 até a de 90. O rio Cáli, que atravessa a cidade, divide a parte antiga colonial da área mais moderna. A sul do rio fica o centro histórico da cidade, cuja parte principal é a que engloba a Plaza de Cayzedo. Na proximidade dessa praça fica situada a Iglesia de la Merced, uma capela quase tão antiga como a cidade, com um estilo tipicamente colonial. O convento dessa igreja histórica possui dois importantes museus com coleções de artefatos pré-colombianos e de arte colonial.
Segundo o Centro Nacional de Memória Histórica (CNMH), a cidade de Cáli é a mais afetada por esses massacres. Entre 1988 e 2013, cerca de 5.000 pessoas foram assassinadas em operações de limpeza social. Para a CNMH, uma agência governamental, 77% desses assassinatos foram alegadamente cometidos por grupos especificamente dedicados à limpeza social, 18% por grupos paramilitares de extrema direita e 5% por grupos não identificados.

## Geografia

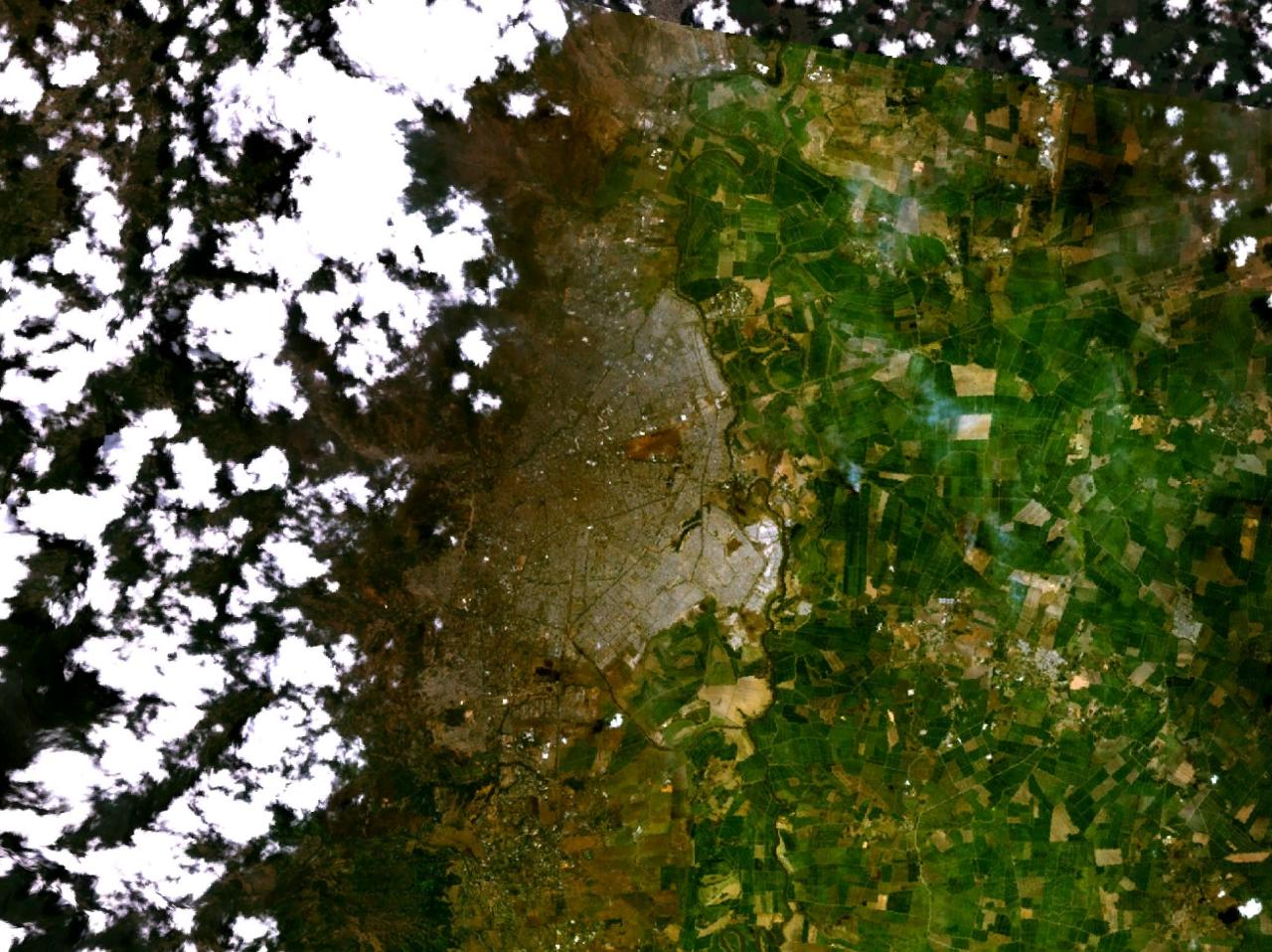
Imagem de satélite de Cáli.

Cáli está localizada no sul do Vale do Cauca, a oeste do rio Cauca e a leste da Cordilheira Ocidental, perto das colinas conhecidas como os Farallones de Cáli. A cidade fica a aproximadamente 1.000 metros acima do nível do mar.

### Clima
O clima é tropical de savana. A Cordilheira Ocidental frentes blocos de ar úmido do oceano Pacífico, mas é notável que a brisa do mar chega à cidade. A Cordilheira Ocidental tem altitude média de dois mil metros no norte da cidade e atinge quatro mil metros no sul, o que torna a região sudoeste da cidade mais chuvosa do que a região noroeste. A precipitação média anual varia de 900 milímetros nas áreas mais secas a 1.800 milímetros nas áreas mais úmidas, com mil milímetros média durante a maior parte da área metropolitana de Cali. A temperatura média é de 26 graus Celsius (74,4 °F) com uma média mínima de 15 graus Celsius (66 °F) e uma média máxima de 36 graus Celsius (86 °F) , com um máximo absoluto de 42 graus Celsius e mínima de 13 graus Celsius. Estações secas são de dezembro a fevereiro e de julho a agosto e a estação das chuvas de março a maio e de setembro a novembro.
A temperatura mais alta registrada em Cáli foi de 45 graus Celsius em 16 de agosto de 1979 e a menor foi de 4 graus Celsius em 18 de junho do mesmo ano. Cáli tem traços de acumulação de neve apenas duas vezes registrados, nos anos de 1979 e 1983.

## Política

### Cidades-irmãs
| - Palos de la Frontera, Espanha[carece de fontes?] - Orlando, Estados Unidos[carece de fontes?] - Miami, Estados Unidos[carece de fontes?] - Caracas, Venezuela[carece de fontes?] | - Quito, Equador[carece de fontes?] - Guayaquil, Equador[carece de fontes?] - Lima, Peru[carece de fontes?] - Estocolmo, Suécia[carece de fontes?] - Guadalajara, México[carece de fontes?] | - Monterrey, México[carece de fontes?] - Rio de Janeiro, Brazil[carece de fontes?] - Vancouver, Canadá[carece de fontes?] - Manila, Filipinas[carece de fontes?] - Florença, Itália[carece de fontes?] - Medellín, ColÔmbia[carece de fontes?] |

## Economia
Cáli junto com o Vale do Cauca é o terceiro centro econômico da Colômbia, sendo um ponto de intercâmbio econômico nacional e internacional. A cidade é uma passagem obrigatória de/para o sul do país e com a fronteira com o Equador, além de estar conectada ao mundo através do porto de Buenaventura.
O DANE não estabelece o produto interno bruto (PIB) por cidades, segundo cálculos da administração de Santiago de Cali, (em seu relatório Cáli em números 2011), a cidade teve participação no PIB da nação em média de 5,8% e participação no PIB do Vale do Cauca, em média, de 52,3% no período 2000-2007.

## Infraestrutura

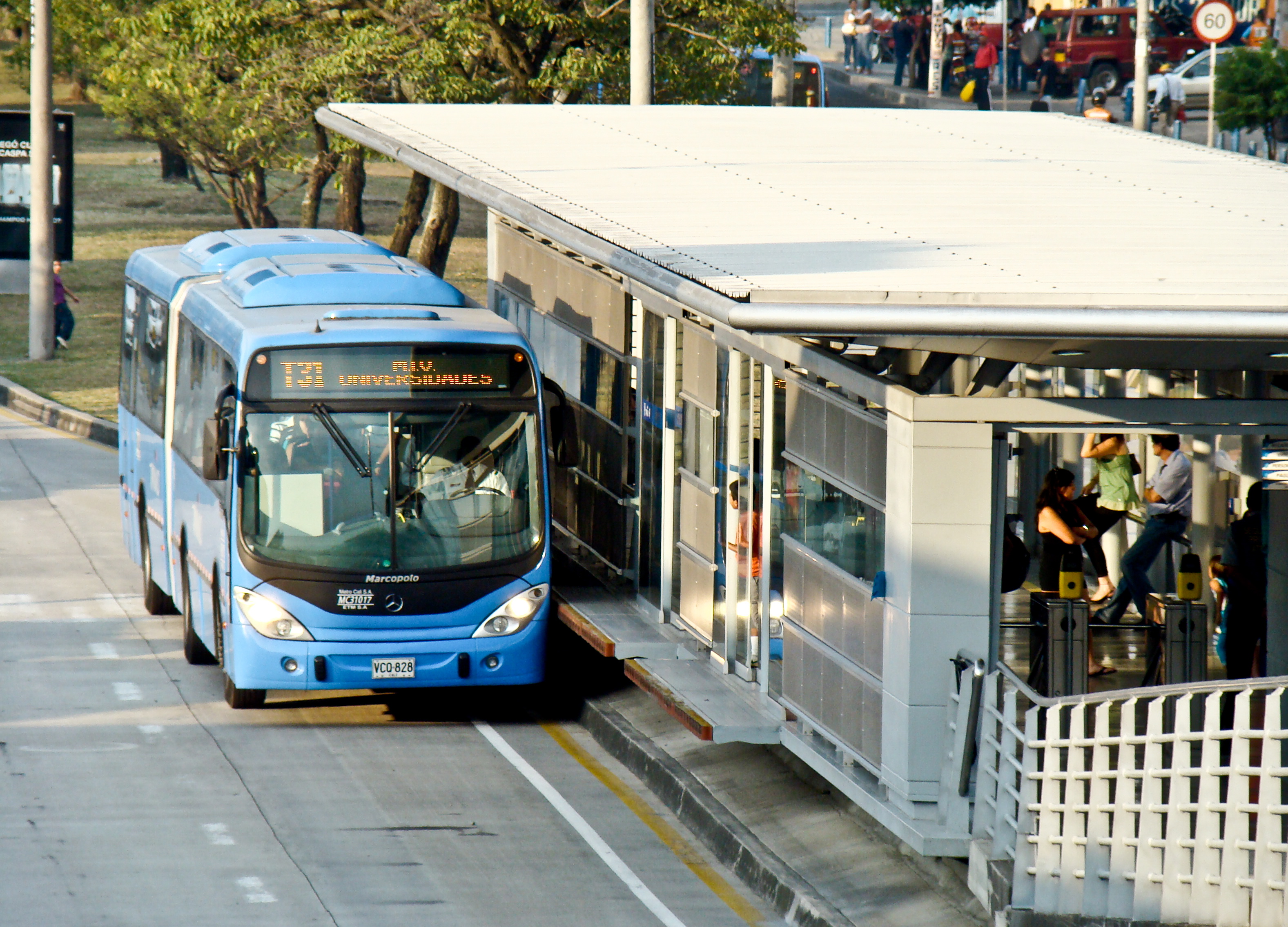
Masivo Integrado de Ocidente.

### Transportes
Santiago de Cali é servida pelo Aeroporto Internacional Alfonso Bonilla Aragón, localizado na cidade de Palmira. É o terceiro maior aeroporto da Colômbia em termos de passageiros e o quarto em carga. O Alfonso Bonilla Aragón está localizado em um vale longo e estreito que vai de norte a sul e é cercado por montanhas de até 4300 metros de altitude.
O Masivo Integrado de Ocidente (MIO) é um sistema de ônibus de trânsito rápido articulados que correm em corredores de ônibus exclusivos no meio de grandes avenidas, com estações conectadas a calçadas por cruzamentos de pedestres ou pontes. A rede do sistema tem 243 quilômetros e é distribuída em um tronco principal e corredores complementares. O sistema também integrou a renovação e recuperação do espaço público. O sistema MIO não foi projetado apenas para o transporte público, mas construído para uso público com extensas novas calçadas, parques, jardins e praças públicas para o público desfrutar. O sistema também consiste em um teleférico, o chamado MÍO Cable, que é totalmente integrado à rede de transporte público da cidade e atende diretamente os moradores do distrito de Siloé.
A quantidade média de tempo que as pessoas gastam com transporte público em Cali, por exemplo, para e do trabalho, em um dia da semana é de 88 min. 23% dos passageiros do transporte público, viajam por mais de 2 horas todos os dias. A média de tempo que as pessoas esperam em uma parada ou estação para o transporte público é de 21 minutos, enquanto 43% dos passageiros esperam por mais de 20 minutos em média todos os dias. A distância média que as pessoas costumam percorrer em uma única viagem com transporte público é de 5,6 km, enquanto 3% viajam por mais de 12 km em uma única direção.

## Cultura

### Esportes

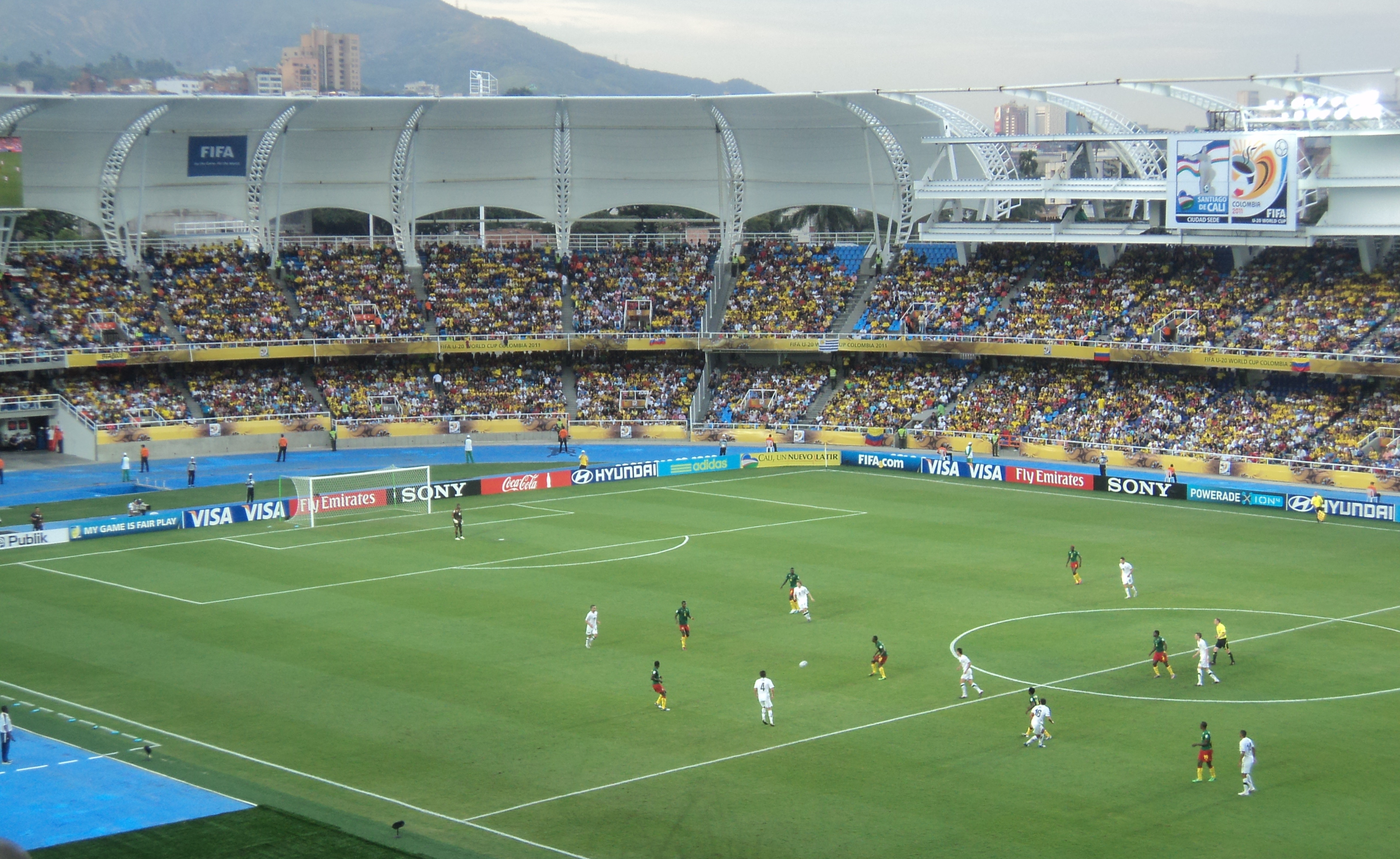
Estádio Olímpico Pascual Guerrero.

Cáli é também um centro de esportes na Colômbia e é a única cidade colombiana a ter sediado os Jogos Pan-Americanos (em 1971). Cáli recebeu o Campeonato Mundial de Luta Livre de 1992, os Jogos Mundiais de 2013, o Campeonato Mundial de Ciclismo em Pista de 2014 e o Campeonato Mundial Juvenil de Atletismo em 2015.
Cali tem dois estádios de futebol: Estádio Olímpico Pascual Guerrero e o Estádio Deportivo Cali. O Estádio Olímpico Pascual Guerrero é atualmente sede do Club Boca Juniors de Cali e do América de Cali. O Estadio Deportivo Cali é sede doDeportivo Cali. Este último time é o único dono de um estádio de futebol na Colômbia, já que todos os outros estádios de futebol são de propriedade do governo. Outra arena importante é o Coliseo El Pueblo, que recebe todos os tipos de eventos, principalmente partidas de basquete. Aparecem também o Velódromo Alcídes Nieto Patiño para a pratica de ciclismo de pista, o Coliseo Evangelista Mora para basquete, além de outros estadíos e piscinas para a pratica de outros esportes.
Segundo a CONMEBOL, o América ocupa o 2º lugar, enquanto o Deportivo Cali a 3ª posição na classificação nacional colombiana, que se classifica em 3º lugar no ranking da CONMEBOL. O América foi classificado como o segundo melhor clube do mundo em 1996 pela Federação Internacional de História e Estatísticas do Futebol (IFFHS) e 35º no Ranking Mundial de Todos os Tempos da IFFHS.. Tanto o América como o Deportivo Cali chegaram à final da Copa Libertadores, porém, perderam 4 e 2 veces respectivamente. 
Na liga local, América e o segundo time que mais tem ganhado a liga colombiana, tendo 15 títulos, mesmo do que o Millonarios de Bogotá é só embaixo do Atlético Nacional que tem 16. O Deportivo Cali é o quarto time com 10 títulos, além de um título de Copa da Colômbia e da Superliga da Colômbia. Porém o Boca Juniors de Cáli foi o primeiro time que deu um título à cidade, com uma Copa da Colômbia nos anos 50.